# Svartvårtepadda
Svartvårtepadda, Duttaphrynus melanostictus, är en padda från Indiska subkontinenten och Sydostasien som tillhör släktet Duttaphrynus och familjen äkta paddor.

## Beskrivning
Ovansidan är grå, brunaktig eller rödaktig med mörka fläckar, medan undersidan är smutsvit med ljusbruna prickar på kinder och strupe. På sidorna har den flera vårtor med mörkbruna spetsar. Huvudet är däremot nästan helt slätt, med stora, tydliga trumhinnor. Parotidkörtlarna är mycket stora med svarta stänk. Tårna och fingrarna är tjocka och korta. Paddan är mycket stor, honorna kan bli upp till 15 cm långa. Hanen är normalt mellan 5,7 och 8,3 cm lång, honan mellan 6,5 och 8,5 cm, även om honan kan bli upp till 15 cm. 

## Utbredning
Svartvårtepaddan finns i Indien, norra Pakistan, Nepal, Bangladesh, Sri Lanka, södra Kina, Taiwan, Myanmar, Laos, Vietnam, Thailand, Kambodja, Malaysia, Singapore, Östtimor och Indonesien, Den har införts till Papua Nya Guinea.

## Taxonomi
Svartvårtepaddans taxonomi är inte helt utredd. Vissa forskare betraktar formen som lever i Pakistan som en egen underart, D. melanostictus hazarensis, medan andra ser hela arten som ett troligt komplex av flera arter.

## Ekologi
Paddan är tydligt bunden till människan, och håller sig främst till det mer låglänta kulturlandskapet som jordbruksbygder och städer, men undviker rena skogsområden. Den pakistanska populationen är dock en höglandsform. Det är inte ovanligt att paddorna samlas kring gatlyktor och illuminerade reklamskyltar på kvällen, för att fånga de insekter som lockas av ljuset. Arten är en slö, kvälls- och nattaktiv padda som dagtid håller sig dold under stenar och trädgrenar, i tät växtlighet eller i olika håligheter. Det är vanligt att flera paddor delar på samma dagviste. Även om det främst är en marklevande padda kan den också påträffas i betongdiken, och arten tål brackvatten.

### Fortplantning
I norra delen av indiska halvön parar de sig i regel i samband med monsunregnen i juli till augusti, medan de i Sydostasien kan leka året runt. Leken sker i stillastående eller trögflytande vatten, dit hanarna lockar honorna med ett lågt, melodiskt kväkande. De annars så timida hanarna slåss mot varandra för möjligheten att omfamna en hona (amplexus). Äggen läggs i form av ett dubbelt geléband på litet djupare vatten, där äggsnöret ringlas kring vattenväxter. De resulterande ynglen är små, drygt 2,5 cm som mest, mörka och livnär sig av diverse alger.

## Status
Svartvårtepaddan är klassificerad som livskraftig ("LC") av IUCN, och populationen ökar. Inga egentliga hot har konstaterats för arten. Arten anses nyttig, eftersom den lever på olika skadeinsekter för jordbruket.

## Referenser

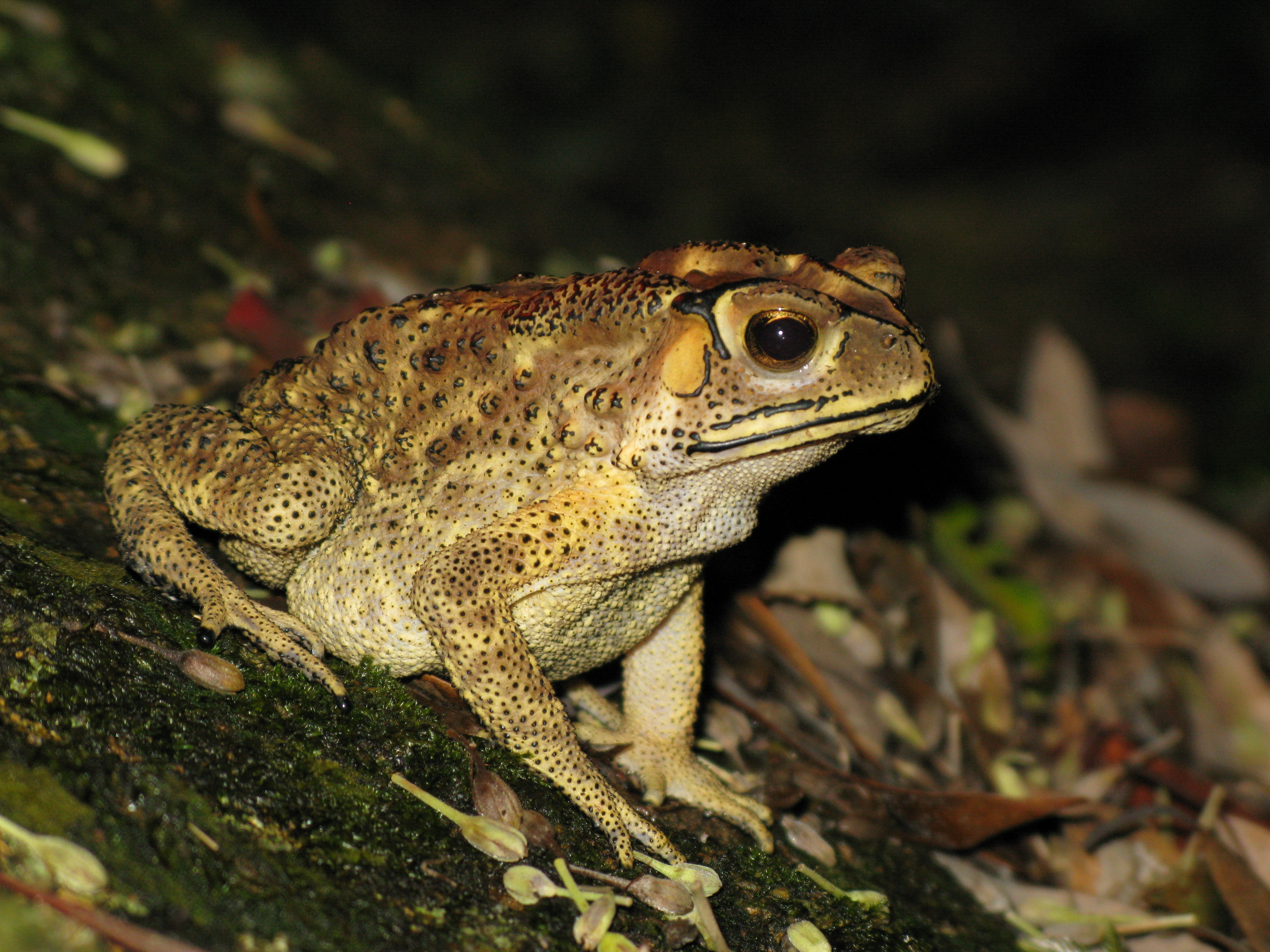